# Carlo Masoni
Carlo Masoni est écrivain et poète belge d'expression française, né à Beauraing le 16 mai 1921 et mort le 3 janvier 2010.
Vu ses racines italo-belges, il a dû entrer dans la clandestinité pendant la Seconde Guerre mondiale, recherché à la fois par l’occupant allemand pour le travail obligatoire et par les Italiens pour le service militaire.
Il a enseigné successivement au collège de Carlsbourg de 1946 à 1951, à Bertrix de 1951 à 1958, puis à l'athénée royal d'Ottignies, de 1958 à 1997. Son profond humanisme faisait de lui un maître unanimement apprécié.
Il a dirigé le centre culturel d’Ottignies de 1979 à 1997.
Fortement impliqué dans la diffusion des lettres belges, il a lancé notamment les éditions du Verseau qui firent connaître les meilleurs poètes belges du moment.
Il a aussi fondé avec Michel Lambert le Prix Renaissance de la Nouvelle.

## Prix
1999 : prix George-Garnir pour son recueil Ardennaises. Récits et caractères.

## Œuvres
- La Croisière impossible, 1947
- Ces mains de cendre, 1957
- Le fille et l'ombre, 1964 (Théâtre)
- Le Temps rassemblé, 1966 (Poésie)
- Plein pouvoir, 1964 (Poésie)
- Vous serez mes juges, (Théâtre), 1966
- Proses Andalouses,(Poésie)
- Si nul ne se souvient, 1984 (Nouvelles)
- Le seuil et la demeure, 1988 (Poésie)
- Lumière normale, 1989 (Poésie)
- Fugues, 1990 (Nouvelles)
- Autrement dit, 1994 (Essai)
- Les Signaux inutiles, 1995 (Roman)
- Le Silence des autres, 1996 (Nouvelles)
- La Quatrième Porte, 1998 (Roman)
- Ardennaises. Récits et caractères. 1999. prix George-Garnir